# Mohamed Kaboré
Pour les articles homonymes, voir Kaboré.
Mohamed Kaboré est un footballeur burkinabé né le 31 décembre 1980 à Ouagadougou.

## Carrière
- 1997-99 : Racing Club de Bobo  Burkina Faso
- 1999-02 : ASFA Yennenga  Burkina Faso
- 2002 : Stade malien  Mali
- 2003-05 : EF Ouagadougou  Burkina Faso
- 2006-07 : ASEC Mimosas  Côte d'Ivoire
- 2007-13 : Étoile Filante Ouagadougou  Burkina Faso
- 2013-2015 : ASFA Yennega  Burkina Faso
- 2015-2019 : Rahimo FC  Burkina Faso
- 2019-2021 : Association Jeunes Espoirs de Bobo-Dioulasso  Burkina Faso

## Sélections
- 66 sélections et ? buts avec le  Burkina Faso depuis 2002.

Kaboré faisait partie de l'équipe burkinabé pendant la Coupe d'Afrique des Nations 2004, qui a terminé dernière de son groupe au premier tour de la compétition, échouant à se qualifier pour les quarts de finale.

## Fait divers
Mohamed "Daprou" Kaboré est le héros d'un roman pour enfants intitulé "Penalty à Ouagadougou", écrit en 1999 par Yves Pinguilly et illustré par Pierre Fouillet aux Editions Magnard Jeunesse. Dans ce roman Mohamed Kaboré est accusé à tort de vol et emprisonné quelques heures avant la finale de la coupe du Burkina Fasso qu'il devait jouer avec l'Étoile Filante de Ouaga.